# Ornithomya marginalis
Ornithomya marginalis är en tvåvingeart som beskrevs av Maa 1964. Ornithomya marginalis ingår i släktet Ornithomya och familjen lusflugor. Inga underarter finns listade i Catalogue of Life.